# 34584 Martintowner
34584 Martintowner este o planetă minoră (asteroid), cu un diametru de 4,181 km, din centura de asteroizi. A fost descoperită pe 29 septembrie 2000 la Stația Anderson Mesa de Lowell Observatory Near-Earth-Object Search. 
Obiectul prezintă o orbită caracterizată de o semiaxă mare de 2,6891223 UAi, o excentricitate de 0,13, o înclinație de 14,3284 ° în raport cu ecliptica.